# Edifumetto
Edifumetto (nota anche come Editrice Squalo, Squalo Comics ed Edifumetto 3000), è stata una casa editrice italiana fondata nel 1972 da Renzo Barbieri, attiva principalmente negli anni settanta e ottanta nel campo del fumetto erotico-pornografico italiano in formato tascabile. Insieme alla Ediperiodici, sua principale concorrente nel settore del fumetto per adulti, ne monopolizzò il settore con serie di successo di vario genere come Zora, di genere horror o Biancaneve, di genere umoristico e molte altre anche di genere non erotico realizzate da autori di fama come Magnus. Nel periodo di maggior successo vennero pubblicati una ventina di tascabili erotici al mese ma alla fine degli anni ottanta le videocassette per adulti ne decretarono la fine; l'ultimo grande successo fu una serie non erotica, Paninaro, che arrivò a vendere oltre 100 000 copie al mese, ma fu di breve durata. Alcune delle serie a fumetti erotiche di maggior successo ebbero delle trasposizioni cinematografiche come Biancaneve & Co. del 1982 e Zora la vampira del 2000.

## Storia

### LaEditrice 66e gli anni sessanta
Nella prima metà degli anni sessanta, il successo dei fumetti neri come Diabolik, Kriminal e Satanik, indirizzate a un pubblico adulto con scene di cruda violenza e donne semisvestite, fece nascere una pletora di epigoni di qualità non sempre meritevole di citazione, quasi tutti editi nel caratteristico formato tascabile. La moda alla fine del decennio si era ormai esaurita, con un mercato saturato da prodotti spesso dozzinali, che nei primi anni settanta scomparvero quasi del tutto. In questo contesto si trovò ad operare Barbieri che da scrittore di fumetti per l'Editoriale Dardo e le Edizioni Alpe, nel 1966 decise di fondare una propria casa editrice, la Editrice 66. Ispirandosi a famosi soggetti cinematografici e letterali del momento, ideò nuove serie a fumetti che rappresentarono una evoluzione delle tematiche già presenti nei fumetti neri e caratterizzate da una forma di erotismo più esplicito per i tempi. Vennero così pubblicate alcune testate sceneggiate da lui stesso insieme a Giorgio Cavedon e disegnate da Sandro Angiolini come Isabella, ispirata al personaggio di Angelica, e Goldrake, ispirato a quello di James Bond, che costituiscono i primi fumetti erotici italiani in formato tascabile. Il riscontro però non fu positivo e lo scarso successo delle due serie porterà alla chiusura della casa editrice.

### La fondazione delleEdizioni RG
Nel 1967, Cavedon e Barbieri divennero soci costituendo le Edizioni ErreGi, con la quale pubblicarono, questa volta con successo, le idee editoriale di Barbieri, riproponendo la serie dedicata a Isabella oltre a nuovi personaggi come Jacula, Lucrezia, Messalina, Hessa, Lucifera, Walalla, Yra, Jungla, Bonnie e molte altre eroine sexy, riscontrando un certo successo. Oltre a queste serie ne realizzarono altre, di genere horror, come la testata Terror.

### Gli anni settanta e la nascita dellaEdifumetto
Nel 1972 il sodalizio fra i due però si rompe e Cavedon rimase unico proprietario della ErreGi cambiandone la denominazione in Ediperiodici mentre Barbieri fondò la Edifumetto. . I diritti sui personaggi editi dalla ErreGi erano rimasti a Cavedon e quindi Barbieri ne ideò di nuovi, sempre di genere erotico/pornografico, riuscendo anche stavolta a raggiungere un discreto successo. Fra le molte testate, spesso di bassa qualità, si ricordano Zora, Rolando del Fico, Vampiro, Scheletro, Sukia, Belzeba, Playcolt, Poppea e decine di altri personaggi, parte della cui fortuna sarà dovuta alle copertine dall'inconfondibile stile pittorico realizzate da autori come Alessandro Biffignandi, Emanuele Taglietti, Roberto Molino e Carlo Jacono. Svariate sono anche le testate, uscite negli anni settanta, con racconti ispirati alle fiabe riproposte in chiave erotica disegnate soprattutto da Sandro Angiolini. Ci furono anche degli epigoni editi da altri editori, come Sexy Fiabe e Strafiabe.
Nel giro di pochi anni la Edifumetto arrivò a pubblicare un notevole numero di testate di genere erotico che, dalla metà degli anni settanta, virarono verso una pornografia sempre più esplicita, di pari passo con l'evoluzione dei costumi. Nel periodo di maggior successo vennero pubblicati anche venti serie di tascabili erotici al mese.
Grazie al successo di queste serie, realizzate spesso in fretta e di qualità a volte molto scadente, Barbieri poté pubblicare anche opere, non sempre genere erotico, di autori riconosciuti del fumetto italiano come Ferdinando Tacconi, Leone Frollo e Magnus. In particolare con quest'ultimo, dopo che il disegnatore aveva interrotto lo storico sodalizio con lo scrittore Max Bunker, Barbieri instaurò una collaborazione che, nell'arco di un decennio, portò a realizzare serie a fumetti come Lo Sconosciuto, La compagnia della forca, I briganti e Necron.
Alla metà degli anni settanta Barbieri aggiunse al catalogo della casa editrice anche una collana di romanzi di genere horror da vendere nelle edicole. L'iniziativa non ebbe vita lunga: vennero pubblicati solo dieci titoli della serie I gotici,  opera di autori come Cesare Solini, Franco Tamagni, Inisero Cremaschi, Ivana Conti, Giò Signori e con copertine realizzate da grandi autori come Karel Thole, Giovanni Romanini e Alessandro Biffignandi.

#### Dagli anni ottanta ai primi anni duemila
Negli anni ottanta però arrivò la crisi del mercato dei fumetti pornografici causata dallo sviluppo delle videocassette per adulti. L'ultimo grande successo dell'editore fu una serie non erotica, Paninaro, che arrivò a vendere oltre 100 000 copie al mese, ma fu comunque di breve durata. All'inizio degli anni novanta Barbieri provò a proporre tascabili più soft ma senza riuscire a ritrovare il successo degli anni precedenti.
Al pari di altre editrici di fumetti del genere, fra gli anni novanta e i duemila anche la Edifumetto cambiò più volte sede, spostandosi in via Donizetti 39 e poi in via Carlo Farini 40/a.
Le varie serie vennero pubblicate negli anni anche sotto altri marchi editoriali che facevano sempre capo a Barbieri: Edizioni GEIS, SEGI, Il Vascello, Centroedizioni, seguite poi da Squalo Comics e fino alla Renzo Barbieri Editore e Edifumetto 3000, fino ai primi anni duemila.

## Catalogo delle testate pubblicate
Elenco parziale delle testate pubblicate:

### Anni settanta
- Il Vampiro Presenta (1972-1980; 123 volumi divisi in quattro serie; tascabile per adulti dai toni horror);[17]
- Playcolt (1972-1979, 128 volumi);[18]
- Zora (1972-1985; 288 volumi divisi in cinque serie; tascabile erotico per adulti incentrato sull'omonimo personaggio con tematiche horror e nato sulla scia del successo di Jacula, personaggio edito dalla Erregi nel 1969, editrice che diverrà la concorrente Ediperiodici;[19] la testata fu prima edita dalle Edizioni Segi e poi dalla Edifumetto[20]; su sceneggiature di Giuseppe Pederiali, disegni di Birago Balzano (e Gianni Pinaglia, Pino Antonelli)
- Biancaneve (1972-1978; 94 volumi divisi in quattro serie editi prima da Segi Società Editoriale Generale Italiana e poi da Edifumetto;[21] celebre parodia erotica dell’omonima fiaba realizzata da Giuseppe Pederiali e disegnata fra gli altri anche da Leone Frollo e Morrik (Edoardo Morricone), più volte ristampata);[22]
- Candida la Marchesa (1972-1974; 22 volumi divisi in due serie editi prima da Segi Società Editoriale Generale Italiana e poi da Edifumetto; tascabile per adulti sulle avventure della sadica marchesa Nadine di Rambuillet scritte da Barbieri );[23]
- Rolando Del Fico (1972-1973; 14 volumi; prima serie a fumetti in formato tascabile con tematiche omosessuali incentrate sull'attore Rolando, amato dal regista con cui sta lavorando; scritta da Barbieri);[24][25][26]
- I notturni (1972-1978; 71 volumi divisi in cinque serie; tascabile horror per adulti pubblicato prima da Segi e poi da Edifumetto)[27];
- I Fumettoni (1972-1973; 12 volumi divisi in due serie editi prima da Edizioni Segi - Società Generale Editrice Italiana e poi da Edifumetto; tascabile per adulti con storie autoconclusive);[28]
- I sanguinari (1972-1982; 108 volumi divisi in due serie; edito prima da Segi Società Editrice Generale Italiana e poi da Edifumetto; tascabile horror per adulti con storie libere; la seconda serie ripresenta storie di Vipera bionda e Wallestein);[29]
- Vampirissimo (1972-1980; 98 volumi divisi in quattro serie; edito inizialmente dalla Segi Società Editoriale Generale Italiana e poi dalla Edifumetto; tascabile per adulti dai toni horror);[30]
- Wallestein il mostro (1972-1982; 133 volumi divisi in due serie editi prima dalle Edizioni Segi; fumetto per adulti di genere horror con protagonista un mostro che usurpa l’identità del Conte Jimmy Wallestein grazie a una maschera e diventa un misterioso giustiziere che combatte il crimine);[31]
- Lo scheletro (1973-1978; 79 volumi in tre serie; tascabile per adulti di genere horror);[32]
- Lando (1973-1984; 204 volumi editi prima da GEIS e poi da Edifumetto; tascabile per adulti incentrato sul personaggio omonimo perdigiorno e spaccone che nella fisionomia ricorda Adriano Celentano; ristampato nella collana Super Lando dal 1978 al 1983 );[33][34]
- Fiabe proibite (1973-1976; 44 volumi; tascabile per adulti con riduzione di celebri fiabe in chiave erotica);[35]
- Sexy favole (1973-1976; 60 volumi; tascabile per adulti con riduzione di celebri favole in chiave erotica, edito prima dalla Geis e poi dalla Edifumetto);[36][37]
- I nobel del fumetto (1973-1978; 70 volumi; ristampa di episodi di varie testate come Barone rosso, Belzeba, Biancaneve, Candida, Cimiteria, dott. Barnard, Frankenstein, la Gatta, Gigetto, Jada, Karzan, Lando, Naga, Playcolt, Pompea, lo Sciacallo, lo Sconosciuto, Theo Cali’, il Tromba, Vipera bionda, UFO, Una, Wallestein, Zora, Zorro e di altre collane contenitore come IL Vampiro e Le fiabe proibite);[38]
- Tabù (1973-1978; 50 volumi editi prima da Geis e poi da Edifumetto; tascabile per adulti che presenta versioni rivisitate di classici della letteratura e ristampe di materiale della casa editrice);[39]
- UFO (1973-1976; 43 volumi); serie a fumetti, ispirata all'omonimo telefim britannico;[40]
- Top (1974-1977; 34 volumi divisi in tre serie editi da Geis; la prima serie presenta le avventure della fotografa Top, ispirate a vicende e personaggi della cronaca come Kennedy, Carolina di Monaco e altri, la seconda propone storie inedite horror e parodie di film o serie a fumetti oltre a ristampe tratte dalla testata Il Vampiro, nella terza pubblica le avventure di Coyote e di Lupo Bianco);[41]
- Fumetti folk (1974; 9 volumi; ristampa di storie già presentate in varie testate dell'editore;[42] riproposta nel 1981 per pubblicare episodi inediti di serie storiche dell'editore come Il Tromba, Lando, Biancaneve, Il camionista e altri liberi)[43];
- Zan della jungla (1974-1977; 13 volumi divisi in due serie, la prima in formato tascabile, la seconda in formato bonelliano, con disegni di Bruno Marraffa);[44]
- Gigetto (1974-1978; 48 volumi edito prima dalla Geis e poi dalla Edifumetto; tascabile per adulti umoristico con le storie erotico-grottesche di un garzone di fornaio di periferia);[45]
- Romanzi dell'orrore (1975-1976; 10 volumi; Collana di romanzi horror opera di autori italiani con pseudonimi anglosassoni);[46]
- Naga (1975-1978; 33 volumi editi prima dalle Edizioni del Vascello e poi dalla Edifumetto; tascabile per adulti dai toni fantastici incentrato su una disinibita duchessa, disegni di Leone Frollo; ristampato nel 1983 nella collana La duchessa);[47][48]
- Il Tromba (1975-1986; 144 volumi editi prima da GEIS e poi da Edifumetto; tascabile per adulti con ambientazione militaresca; ristampato nella collana Super il Tromba);[49][50]
- Karzan (1975-1978; 39 volumi editi prima da Edizioni del Vascello e poi da Edifumetto; tascabile con la versione per adulti del personaggio di Tarzan);[51] ristampato come Scimmy (1983, 6 volumi, tascabile in formato ridotto);[52]
- Fiabe colorate (1975; 8 volumi; tascabile per adulti con riduzioni a fumetti e a colori di celebri fiabe in versione erotico-grottesca);[53]
- La gatta (1976-1977; 13 volumi; tascabile per adulti incentrato sulle avventure di una ladra);[54]
- Una (1976; 12 volumi editi da Edizioni del Vascello; tascabile per adulti ambientato nel XVII secolo in Inghilterra incentrata su Una, giovane contadina giunta a Londra che diventa la più ricercata prostituta di tutta l’Inghilterra; ristampato nel 1981 in formato gigante);[55][56]
- Dottor Barnard (1976-1977; 12 volumi; tascabile per adulti con ambientazione ospedaliera disegni da Ferdinando Tacconi e dallo Studio Montanari, edito prima dalle Edizioni del Vascello e poi dalla Edifumetto);[57]
- Odeon (1977-1979, 26 volumi; testata contenitore con tavole su tre strisce di brevi storie inedite di personaggi classici dell'editrice e di nuovi come Thrill e Mr. Morte e storie libere. Diventa poi tascabile ristampando episodi tratte dalla serie Fiabe proibite);[58]
- Orror (1977-1979; 27 volumi divisi in due serie; testata contenitore con tavole su tre strisce; inizialmente presentano brevi storie inedite di personaggi classici dell'editore nonché storie libere, successivamente diventa tascabile dando più spazio alle storie libere);[59]
- Vipera bionda (1977-1980; 34 volumi; tascabile per adulti con storie di gangster ambientate negli Stati Uniti degli anni venti);[60]
- Cimiteria (1977-1984; 119 volumi; tascabile erotico per adulti incentrato su una zombi che cerca di resuscitare);[61] ristampato nella collana Super Cimiteria[62];
- Belzeba (1977-1979; 30 volumi; tascabile per adulti incentrato sulle avventure di un diavolo ermafrodita esordito nella collana I Notturni nel 1972;[63] ristampata come Figlia del peccato nel 1982)[64];
- Sukia (1978-1986; 153 volumi; tascabile per adulti di genere horror; la protagonista è ispirata alla figura di Ornella Muti);[65]
- Fantaorror (1978-1979; 15 volumi; tascabile per adulti di genere fantascientifico e horror);[66]
- Aldilà (1979-1980; 12 volumi; tascabile horror per adulti;[67] omonima di altra serie degli anni 70[68]; nel 2002 Barbieri ripropose una testata simile, edita dalla Piggy Comics, l'ultima ragione editoriale della sua carriera, riproponendo ricopertinati di varie serie dell'editore[69]);
- Attualità nera (1978-1990; 239 volumi divisi in due serie; tascabile per adulti genere cronaca nera pubblicato prima da Edifumetto e poi da Editrice Squalo);[70] Venne ristampato come Supernera (1984-1990; 76 volumi divisi in due serie; tascabile per adulti genere cronaca nera);[71]
- Mafia (1979-1985; 77 volumi divisi in due serie, tascabile per adulti con storie sulla malavita);[72]
- Hessa (1970-72)

### Anni ottanta
- Yra (1980-1981; 12 volumi; disegnata da Leone Frollo, sceneggiature di Rubino Ventura.; tascabile per adulti con toni horror ambientato nel Medioevo);[73]
- La Poliziotta (1980-1987; 88 volumi; tascabile per adulti incentrato sulla figura della poliziotta Star Winder ideata da Renzo Barbieri, con sceneggiature dello stesso Barbieri, di Piergiulio Lighezzolo e di Enrico Teodorani e disegni di Sandro Angiolini, Franco Tarantola, Enrico Teodorani e Silvano Calligari);[74] ristampata nella collana Super Poliziotta (1985-1987)[75] e in La Poliziotta - Nuova Serie (1989-1990)[76];
- Attualità nera extra (1980-1990; 126 volumi divisi in due serie; tascabile per adulti genere cronaca nera pubblicato prima da Edifumetto e poi da Editrice Squalo);[77]
- Ulula (1981-1984; 36 volumi, tascabile per adulti con tematiche horror; disegni di Giovanni Romanini);[78]
- Batty & Gay (1981-1982; 12 volumi;  la protagonista ricorda fisicamente Marilyn Monroe);[79]
- I film della luce rossa (1981; 2 volumi; serie di romanzi);[80]
- Il camionista (1981-1988; 91 volumi in tre serie; la prima edita dalla Edifumetto e le altre da Squalo; storie per adulti dai toni umoristici con il camionista Mario Vergone disegnate dallo studio di Nicolino del Principe);[81]
- I libri della luce rossa (1981-1985; 53 volumi; collana contenitore di romanzi erotici di autori italiani);[82]
- Attualità gialla/Attualità violenta  (1981-1989; 89 volumi divisi in due serie; tascabile per adulti genere cronaca nera edito prima da Edifumetto e poi da Editrice Squalo;[83]
- Pierino (1982-1986; 55 volumi; tascabile per adulti sul personaggio ispirato alle fattezze di Alvaro Vitali e alla omonima serie di film);[84]
- Attualità proibita (1982-1990; 100 volumi in due serie; tascabile per adulti genere cronaca nera pubblicato prima da Edifumetto e poi da Editrice Squalo);[85]
- Moschettiera (1982-1983; 20 volumi; tascabile per adulti con avventure di cappa e di spada);[86]
- Quei due della luce rossa (1982-1984; 28 volumi ; tascabile poliziesco per adulti ambientato a Los Angeles ispirata al serial televisivo Starsky & Hutch, modellando i volti dei protagonisti agli attori del telefilm; disegni di Luciano Bernasconi);[87]
- Gol!/Il centravanti (1982-1984; 28 volumi; tascabile per adulti umoristico incentrato sulle imprese calcistiche ed erotiche di Lorenzo De Arriba Y Santos De La Puerta detto Renzo, centravanti del Riccione Football Club. La testata diventa Il centravanti);[88]
- Telenovela vietata (1983-1988; 35 volumi divisi in tre serie; tascabile per adulti);[89]
- Telefilm proibiti (1983-1987; 37 volumi divisi in due serie; tascabile per adulti);[90]
- I potenti (1983-1988; 59 volumi divisi in tre serie; tascabile per adulti ispirato ai serial Dallas e Dynasty, dalla seconda serie la testata diventa Mondo corrotto);[91]
- La professionista (1983-1987; 55 volumi; tascabile per adulti con le storie di Alice, povera ragazza che diventa squillo d’alto bordo);[92]
- Hostess (1983-1985; 35 volumi; tascabile per adulti);[93]
- Dottoressa (1983-1988; 59 volumi divisi in tre serie editi prima da Edifumetto e poi da Editrice Squalo;  tascabile per adulti incentrato sulle avventure di una primaria ospedaliera che pratica terapie sessuali);[94]
- I Dallas (1983-1984; 14 volumi;  tascabile per adulti ispirato all'omonimo serial televisivo e scritto da Barbieri);[95]
- Malavita internazionale/Storia di mala (1983-1986, 33 volumi, tascabile per adulti di genere spionistico);[96]
- 44 magnum (1984; 10 volumi; Tascabile per adulti incentrato sul personaggio Jody J. Baldwin, in arte 44 Magnum, ex agente della CIA che ha le sembianze dell’attore Tom Selleck)[97];
- Risatissime (1984-1990; 62 volumi in tre serie; rivista umoristica erotica pubblicato prima dalla Edifumetto, poi da Editrice Squalo e poi di nuovo da Edifumetto);[98]
- Attualità Supernera (1984-1990; 76 volumi divisi in due serie; tascabile per adulti genere cronaca nera);[99]
- Amori scandalosi (1984-1986; 19 volumi; tascabile per adulti; disegni di Luciano Bernasconi, Lucio Filippucci, Giovanni Romanini, Umberto Sammarini, Franco Tarantola e altri);[100]
- Attualità flash (1984-1989; 63 volumi; tascabile per adulti genere cronaca nera pubblicato prima da Edifumetto e poi da Editrice Squalo);[101]
- Bionika (1984-1985; 10 volumi;  tascabile per adulti incentrato sul storie di Seka Diamond che, in seguito a un incidente aereo, si ritrova orrendamente mutilata e il suo corpo viene perciò ricostruito con protesi bioniche; disegni di Giovanni Romanini);[102]
- La peccatrice (1984-1986; 30 volumi; tascabile per adulti con le avventure di una marchesa di nome Candida, ambientate nella Parigi dell’800);[103]
- Sbarre (1984-1987; 48 volumi editi in due serie prima da Edifumetto e poi da Editrice Squalo; tascabile per adulti del genere cronaca nera di ambientazione carceraria);[104]
- Macho (1984-1986; 20 volumi; tascabile per adulti ispirato al film Il selvaggio interpretato da Marlon Brando; disegni di Bruno Marraffa);[105]
- Realtà misteriosa (1984-1985; 12 volumi; tascabile per adulti con storie in cui le tematiche erotiche e paranormali);[106]
- Golscandalo (1984-1985; 12 volumi; tascabile per adulti con storie autoconclusive ambientate nel mondo dello sport);[107]
- Misteria (1984-1985; 8 volumi; tascabile per adulti con tematiche horror);[108]
- Stregoneria (1984-1985; 10 volumi, tascabile per adulti a tematica horror);[109]
- Sport Nero (1984-1985, 20 volumi, tascabile per adulti di ambientazione sportiva);[110]
- Pornostar (1985-1987, 32 volumi in due serie; pubblicato prima dalla Edifumetto e poi da Editrice Squalo);[111]
- La Reporter (1985-1986, 14 volumi, tascabile per adulti con storie su una giornalista che si occupa di ambiente ed ecologia);[112]
- La scopona (1985-1987; 31 volumi; esordisce come Quattrorisate La scopona. La protagonista ha le sembianze dell’attrice Lory Del Santo; Disegni dello studio Del Principe).[113]
- Casino (1985-1988; 33 volumi in due serie; tascabile per adulti incentrato sul storie ambientate all’interno di una casa chiusa scritte da Rubino Ventura per i disegni di Leone Frollo e Tito Marchioro pubblicato prima da Edifumetto e poi da Editrice Squalo;[114]
- Fumetti flash/Serie flash (1985-1990; 63 volumi divisi in quattro serie; testata contenitore, pubblica fumetti horror per adulti e servizi fotografici erotici pubblicata prima da Edifumetto e poi da Editrice Squalo;[115]
- Fasma (1985-1986; 7 volumi; tascabile per adulti incentrato su una giovane donna deceduta il cui fantasma vaga in cerca di maschi);[116]
- Miliardaria (1985-1987; 22 volumi, tascabile per adulti);[117]
- Super Drive In/Super Driving (1986-1987; 13 volumi; rivista vietata ai minori di 18 anni ispirata alla trasmissione televisiva Drive In con barzellette, giochi, vignette, fotografie e brevi storie a fumetti);[118]
- Amiche mie (1986-1988; 23 volumi in due serie; rivista contenitore di episodi per adulti con inserti fotografici pubblicato prima da Edifumetto e poi da Editrice Squalo;[119]
- Paninaro (1986-1989, 42 volumi, testata collegata alla moda dei paninari che presenta articoli di costume, musica, attualità e storie a fumetti a tema);[120]
- New Preppy (1986-1989, 31 volumi, testata collegata alla moda dei paninari destinata a un pubblico femminile che presenta articoli di costume, musica, attualità e storie a fumetti a tema );[121]
- Raimbo (1986; 17 volumi divisi in due serie; tascabile per adulti incentrato sul personaggio di Raimbo, reduce del Vietnam evidente imitazione di Rambo e con le fattezze dell’attore Sylvester Stallone; disegni di Lucio Filippucci);[122]
- Occulto (1987, 8 volumi divisi in due serie, testata per adulti dedicata al mistero e all'occulto, con fumetti realizzati da Balzano Birago, Mario Cubbino, Stelio Fenzo, Lucio Filippucci, Danilo Grossi, Studio Leonetti, Bruno Marraffa, Luigi Merati, Studio Montanari, Nisco, Carlo Panerai, Ivo Pavone, Massimo Pesce, Gianni Pinaglia, Carlo Savi, Salvatore Stizza, Enrico Teodorani e Bruno Tremulo);[123]
- 4 risate (1987-1989; 17 volumi in due serie; Editrice Squalo; raccolta di storie presentate su varie testate comiche della Edifumetto)[124]
- Spaghetti (1987, 5 volumi);[125]
- Nera express (1987-1989, 22 volumi divisi in tre serie; testata contenitore con storie del genere cronaca nera dai toni horror/splatter realizzate da Cosimo Auricchio, Luciano Bernasconi, Balzano Birago, Flavio Bozzoli, Luigi Dauro, Stelio Fenzo, Lucio Filippucci, Lino Jeva, Tito Marchioro, Bruno Marraffa, Luigi Merati, Studio Montanari, Sergio Montipò, Giorgio Montorio, Nisco, Carlo Panerai, Ivo Pavone, Angelo Maria Ricci, Giovanni Romanini, Maurizio Santoro, Franco Tarantola, Enrico Teodorani, Luca Vannini e Franco Verola);[126]
- Super Proibita (1988-1989; 14 volumi; tascabile per adulti con storie a fumetti e un inserto fotografico a colori edito da Editrice Squalo);[127]
- Non stop (1988-1989; 8 volumi; tascabile contenitore con vignette e fumetti per adulti umoristici realizzati da Luciano Bernasconi, Nestore Del Boccio, Nicola Del Principe, Stelio Fenzo, Danilo Grossi, Leone Frollo, Carlo Panerai, Luigi Piccatto, Gianni Pinaglia, Enrico Teodorani e altri);[128]

### Anni novanta

#### Serie di ristampe
- Serie Star (1993-1999; 44 volumi divisi in tre serie editi prima da Squalo Comics e poi da Edifumetto 3000; tascabile per adulti che propone ristampe delle testate Edifumetto e Squalo come La Poliziotta che diventa La sbirra, Cimiteria, Ulula, La peccatrice e Zora, edito da Squalo Comics ed Edifumetto 3000);[129]
- Serie Nera (1993-1998; 41 volumi divisi in due serie editi prima da Squalo Comics e poi da Edifumetto 3000; tascabile per adulti che propone ristampe delle testate Edifumetto e Squalo come Zora e Misteria, edito da Squalo Comics ed Edifumetto 3000);[130]
- Serie Rossa (1993-2000; 34 volumi divisi in due serie; ristampe di varie testate Edifumetto e Squalo come Attualità proibita e Una, edito da Squalo Comics ed Edifumetto 3000).[131]
- Serie Verde (1993-1996; 23 volumi, tascabile per adulti che ristampa serie come Gol/Il Centravanti e La Scopona, edito da Squalo Comics e );[132]
- Serie Flash (1991-1999; 38 volumi divisi in quattro serie, edito da Squalo Comics ed Edifumetto 3000).[133]

### Altre serie
- I nobel erotismo
- I romanzi della cronaca nera

#### Opere di Magnus

##### Erotiche
- Necron di Magnus;
- I racconti autoconclusivi Mezzanote di morte (1974, collana Il Vampiro), Dieci cavalieri e un mago (nelle Sexy Favole, novembre 1974), Vendetta macumba e Il teschio vivente.

##### Non erotiche
- I Briganti, (prima ad episodi, nel 1978, e poi in volume l'anno successivo).
- La compagnia della forca, saga medioevale di venti episodi, pubblicati tra il 1977 e il 1979 da Edizioni GEIS prima, per concludersi sotto la EdiFumetto.
- Lo Sconosciuto, tra marzo 1975 e gennaio 1976 (pubblicato da Il Vascello[134])

## Altri media

### Cinema
Di alcune serie a fumetti vennero realizzate delle trasposizioni cinematografiche:
- Isabella duchessa dei diavoli (1969)
- Biancaneve & Co. (1982)
- Zora la Vampira (2000)